# HC San Giorgio Molteno
L'Handball Club San Giorgio Molteno è una squadra di pallamano italiana con sede nella città di Molteno.
Milita attualmente in Serie A Silver, la seconda serie del campionato italiano di pallamano maschile.

## Storia
La prima squadra di pallamano a Molteno fu quella degli studenti delle scuole medie, che partecipò ai giochi della gioventù nel 1975, grazie al professore di educazione fisica, Elio Mauri.
Ormai accesa la scintilla i ragazzi decisero di formare una vera e propria squadra affiliata alla Federazione Italiana Giuoco Handball (F.I.G.H.).
Già nel 1977 il Molteno si iscrisse al campionato di serie D, dove militò fino alla stagione 1979-80, anno in cui ottenne la prima promozione della sua storia.
Grazie all'aiuto degli sponsor, Bardò a capofila, seguita da Ibimaint Lario e Salumificio F.lli Riva, attuale main sponsor, la pallamano Molteno ha potuto togliersi numerose soddisfazioni.
Nel 1982 la squadra è stata promossa in serie B e nel 1984 addirittura in serie A, diventando il centro di riferimento per il movimento della pallamano in tutta la Brianza e una delle squadre più quotate a livello regionale.
La partecipazione al massimo campionato nazionale richiedeva la disponibilità di un campo coperto.
Di questa esigenza si è fatto carico l’oratorio di Molteno che, nella persona di don Carlo Ambrosoni e con il fattivo contributo di tutta la comunità, ha permesso, nel giro di pochi mesi, di dotare l’oratorio di Molteno di un palazzetto con un campo regolare omologato anche per la Serie A, con una capienza di 1000 spettatori, permettendo così alla squadra di disputare il massimo campionato davanti al suo numeroso pubblico.
All'alba del nuovo millennio, la pallamano Molteno ha avuto un momento di riflessione, in cui si è deciso di ricominciare e ricostruire un ricco vivaio nel settore giovanile.
Lavorando sui giovani, con passione e dedizione, il Molteno è riuscito a creare un vivaio di ragazzi sul quale ha lavorato per riportare la prima squadra ad alti livelli raggiungendo nel 2010 il traguardo della Serie A2 e successivamente le promozione in Serie A del 2017 e del 2020.

## Partecipazioni

### Campionati di 1º e 2º livello
| Livello | Categoria            | Partecipazioni | Debutto | Ultima stagione | Totale |
| ------- | -------------------- | -------------- | ------- | --------------- | ------ |
| 1°      | Serie A1             | 1              | 2020-21 | 2020-21         | 3      |
| 1°      | Serie A-1ª Div. Naz. | 1              | 2017-18 | 2017-18         | 3      |
| 1°      | Serie A              | 1              | 1984-85 | 1984-85         | 3      |
| 2°      | Serie A Silver       | 2              | 2023-24 | 2024-25         | 13     |
| 2°      | Serie A2             | 8              | 2012-13 | 2022-23         | 13     |
| 2°      | Serie B              | 3              | 1982-83 | 1985-86         | 13     |

## Palasport
L'HC San Giorgio Molteno disputa le gare casalinghe presso il Pala San Giorgio a Molteno. Sito in via Stazione 27 a Molteno, ha una capienza di circa 1000 posti a sedere.

## Palmarès

### Giovanile
- Campionato italiano di pallamano maschile U21: 1
2016-17

## Rosa 2025-2026

### Giocatori
|    | Naz.                 |    | Sportivo              |      |  |  |
| -- | -------------------- | -- | --------------------- | ---- |  |  |
| 1  | Italia (bandiera)    | P  | Emiliano Alfarano     | 2005 |  |  |
| 5  | Italia (bandiera)    | PV | Andrea Limonta        | 2001 |  |  |
| 6  | Italia (bandiera)    | A  | Nicolò Garroni        | 1998 |  |  |
| 7  | Italia (bandiera)    | T  | Giacomo Redaelli      | 1997 |  |  |
| 8  | Italia (bandiera)    | T  | Sebastiano Colombo    | 2007 |  |  |
| 10 | Italia (bandiera)    | A  | Jacopo Cioni          | 2004 |  |  |
| 13 | Italia (bandiera)    | PV | Benedetto Pirola      | 1998 |  |  |
| 14 | Italia (bandiera)    | A  | Nicolas Piazzala      | 2006 |  |  |
| 15 | Italia (bandiera)    | PV | Riccardo Bonanomi     | 2002 |  |  |
| 19 | Italia (bandiera)    | A  | Stefano Riva          | 2006 |  |  |
| 22 | Italia (bandiera)    | A  | Davide Tagni          | 2000 |  |  |
| 23 | Italia (bandiera)    | T  | Leonardo Colombo      | 2003 |  |  |
| 29 | Italia (bandiera)    | A  | Riccardo Crippa       | 2003 |  |  |
| 31 | Italia (bandiera)    | T  | Alessandro De Angelis | 2003 |  |  |
| 33 | Argentina (bandiera) | T  | Alexis Marzocchini    | 1986 |  |  |
| 43 | Italia (bandiera)    | PV | Davide Campestrini    | 2000 |  |  |
| 47 | Italia (bandiera)    | T  | Tommaso Crippa        | 2006 |  |  |
| 55 | Italia (bandiera)    | T  | Lorenzo Redaelli      | 2004 |  |  |
|    | Italia (bandiera)    | P  | Mattia Chrivì Grassi  | 2005 |  |  |
|    | Italia (bandiera)    | T  | Nicholas Trost        | 2007 |  |  |

### Staff
- Allenatore:  Danilo Gagliardi jr
- Preparatore dei portieri:  Gianni Breda
- Preparatore atletico:  Matteo Rigamonti
- Match analyst:  Ricardo Recupero
- Team manager:  Ivo Mella